# Nia Archives
Nia Archives (geboren 1999 in Bradford) ist eine Londoner DJ und Jungle-Produzentin. 

## Leben und Wirken
Nia Archives wurde in Bradford geboren und wuchs in einem musikalischen Haushalt in Leeds auf, wo sie erste Kontakte mit unterschiedlichen Musikrichtungen hatte. Die Hälfte der Familie ist jamaikanisch und ihr Stiefvater, der Rapper und Musikproduzent war, brachte sie zum Hip-Hop, während ihre Oma ihr Jungle vorspielte. In ihrer Jugendzeit begeisterte sie sich für Bands wie Roni Size, Burial und Roots Manuva. Sie zog nach Manchester, wo sie in die Rave- und House-Szene eintauchte.
In ihren Werken verwendet sie verschiedene Genres wie Hip Hop, Soul, Drum and Bass, Jungle und House. Nia Archives ist Songwriterin und gestaltet ihre Videos als visuelle Künstlerin oft selbst. Sie hat international aufgelegt, beispielsweise auf verschiedenen Festivals, wie dem Outlook Festival in Kroatien. Sie gehört zum Lineup des Melt Festivals 2023. Ihre zweite EP Forbidden Feelingz hat sie unter eigenem Label Hijinxx veröffentlicht.
Nia Archives ist die erste Preisträgerin des MOBOs Best Electronic/Dance Awards, der vom britischen Magazin Mixmag vergeben wird. Sie erhielt den BandLab NME Award 2022 in der Kategorie als beste von BandLab unterstützte Produzentin. Bei der Newcomer-Prognose Sound of 2023 von BBC Radio 1 belegte sie Platz 3.
Mit Congo Natty hat sie das Remix Magpie der Rapperin Lava La Rue erstellt, das von Elton John gespielt wurde.

## Diskografie (Auswahl)

### Studioalben
- 2024: Silence Is Loud[11]

### EPs
- 2021: Headz Gone West
- 2022: Forbidden Feelingz (UK: Silber)[12]
- 2023: Sunrise Bang Ur Head Against Tha Wall

### Singles
- 2022: Baiana (UK: Silber)

## Auszeichnungen
- 2022: MOBO Award for Best Electronic/Dance Act von Mixmag
- 2022: BandLab NME Award für die Best Producer (beste Produzentin)